# Anders Arborelius
Anders Arborelius, O.C.D. (Sorengo, Suiça, 24 de setembro de 1949) é um frade carmelita e cardeal católico sueco. 

## Biografia
Nascido em 1949 na Suíça de pais suecos, ele se mudou para a Suécia muito jovem. Quando menino, ele era um luterano nominal, como a maioria dos suecos. Ele foi confirmado na Igreja Luterana. Aos 15 anos, ele desejava ser católico, através do contato com os católicos na Suíça e com as Irmãs Bridgettine na Suécia. Ele determinou que, se a verdade existia, era na Igreja Católica. Tornou-se católico aos vinte anos em 1969. A leitura de História de uma alma, de Santa Teresa de Lisieux, o atraiu para a espiritualidade carmelita. Mais tarde, sua mãe também se tornou católica.
Assim, em 1971 entrou na Ordem dos Carmelitas Descalços em Norraby, Suécia. Fez os votos perpétuos em 8 de dezembro de 1977, em Bruges, na Bélgica. Estudou filosofia e teologia na Bélgica e na Pontifícia Faculdade Teológica Teresianum, de Roma. Ele também estudou línguas modernas, inglês, espanhol e alemão, na Universidade de Lund.
Foi ordenado presbítero em 8 de setembro de 1979, em Malmö. Viveu então por muito tempo no convento carmelita de Norraby.
Eleito bispo de Estocolmo pelo Papa João Paulo II em 17 de novembro de 1998, foi consagrado em 29 de dezembro, na Catedral de Santo Érico, por Hubertus Brandenburg, bispo-emérito de Estocolmo, coadjuvado por William Kenney, C.P., bispo-auxiliar de Estocolmo, e por Alfons Nossol, bispo de Opole.
Atualmente, é o presidente da conferência episcopal da Escandinávia.
A sua ação pastoral abrange toda a Suécia que, sublinha, "é o país mais secularizado da Europa". Mas também é "um país onde a Igreja cresce graças à imigração e também às conversões". Sempre esteve na vanguarda no acolhimento dos migrantes para garantir a sua dignidade e direitos. Sua atenção aos países mais pobres também está ligada à questão da imigração: para relançar projetos de caridade em 2015, entre outras coisas, participou do documentário he indian priest, dedicado ao missionário carmelita Raphael Curian.
Uma das prioridades da Arborelius é a busca contínua de novos caminhos para "ser Igreja em situação de minoridade, anunciar o Evangelho e ajudar os fiéis a crescerem em santidade também em um ambiente como o nosso, onde, no entanto, há muita abertura e interesse por vida espiritual". Nesta perspectiva, a visita do Papa Francisco à Suécia em 31 de outubro e 1 de novembro de 2016 foi um verdadeiro ponto de inflexão para a comemoração ecumênica do quinto centenário da reforma luterana e para o encontro com a comunidade católica.
A situação religiosa particular do país levou a Arborelius a trabalhar em tempo integral para criar mais harmonia entre as diferentes denominações cristãs. Por isso, ele insistiu que todas as tradições, desde os pentecostais à antiga Igreja Assíria, fossem representadas no Concílio Ecumênico Sueco. E uma confirmação dos frutos desse compromisso comum veio com a viagem que uma delegação composta por expoentes católicos - incluindo o próprio Arborelius - e luteranos reunidos no Vaticano para encontrar o Papa.
Em 21 de maio de 2017, o Papa Francisco anunciou que o cria cardeal no consistório de 28 de junho seguinte, quando recebeu o barrete vermelho e o título de cardeal-presbítero de Santa Maria dos Anjos.
Em 23 de dezembro de 2017, o Papa o nomeou membro do Pontifício Conselho para a Promoção da Unidade dos Cristãos e em 6 de agosto de 2019, foi nomeado membro da Congregação para as Igrejas Orientais. Em 6 de agosto de 2020, o Papa Francisco o nomeou para o Conselho para a Economia.